# Moorpark
Moorpark is een plaats (city) in de Amerikaanse staat Californië, en valt bestuurlijk gezien onder Ventura County.

## Demografie
Bij de volkstelling in 2000 werd het aantal inwoners vastgesteld op 31.415.
In 2006 is het aantal inwoners door het United States Census Bureau geschat op 35.668, een stijging van 4253 (13.5%).

## Geografie
Volgens het United States Census Bureau beslaat de plaats een oppervlakte van
49,9 km², waarvan 49,3 km² land en 0,6 km² water. Moorpark ligt op ongeveer 119 m boven zeeniveau.

## Plaatsen in de nabije omgeving
De onderstaande figuur toont nabijgelegen plaatsen in een straal van 16 km rond Moorpark.